# Argent-sur-Sauldre
 Argent-sur-Sauldre  es una población y comuna francesa, situada en la región de  Centro, departamento de Cher, en el distrito de Vierzon y cantón de Argent-sur-Sauldre.

## Demografía
| 2464 | 2614 | 2737 | 2687 | 2525 | 2502 |
| Para los censos de 1962 a 1999 la población legal corresponde a la población sin duplicidades (Fuente: INSEE [Consultar]) |      |      |      |      |      |